# Jacob Cats

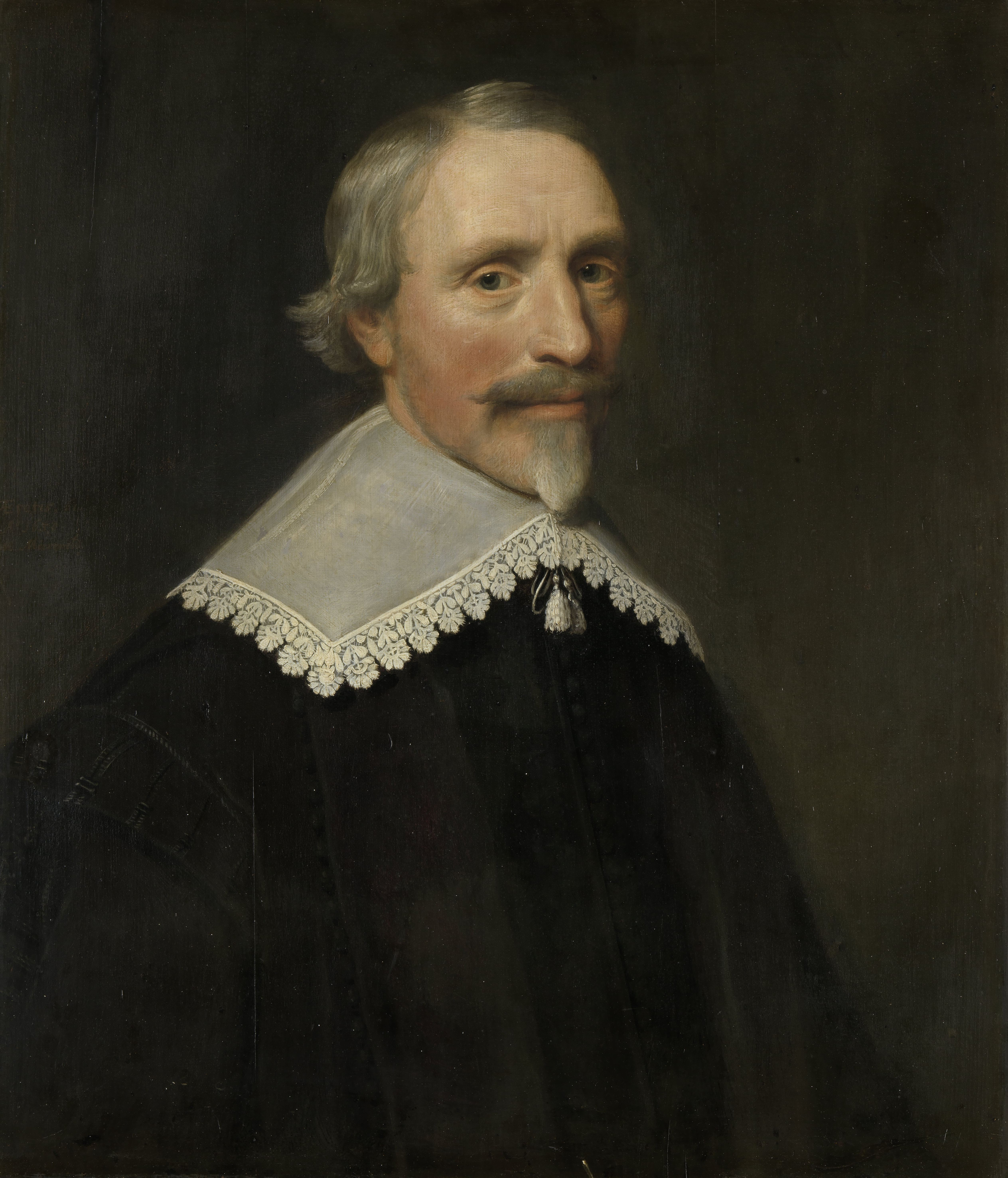
Porträtt av Cats av Michiel Jansz van Mierevelt

Jacob Cats, född 10 november 1577 i Brouwershaven, död 12 september 1660 utanför Haag, var en nederländsk författare. 
Cats var utbildad jurist och blev 1625 kurator vid högskolan i Leiden, 1636 raadpensionaris och 1648 storsigillsbevarare. År 1652 drog han sig tillbaka till privatlivet. Han var kalvinist, trogen anhängare av oranierna och skrev om etisk-religiösa frågor. 
Johan Mortensen skriver i Nordisk Familjebok: "Cats utgör en sällsam motsats till sin samtida Joost van den Vondel. Han saknar dennes patos och höga retorik; han är stel, utan djupare poetisk känsla, men hans nyktra snusförnuftighet, hans borgerligt filiströsa livssyn var så äkta nederländska egenskaper, att han blev en av sitt folks mest populära skalder."
Het book van vader Cats ("Fader Cats bok"), såsom nederländarna kallar hans verk, var i över hundra år efter författarens död en familjebok överallt i Nederländerna. Hans förnämsta arbete är dikten Houwelijk (Äktenskapet), utgiven 1625, i vilken han skildrar kvinnan såsom jungfru, brud, maka och änka, nyktert moraliskt, men därför inte utan frispråkighet. Hans samlade verk utkom första gången 1658.